# Radio Veneto Uno
Radio Veneto Uno è un'emittente radiofonica con copertura pluri regionale (Veneto e parte del Friuli-Venezia Giulia  Slovenia e Croazia adriatica con sede a Treviso in via 55º Reggimento Fanteria, 17.

## Storia
Radio Veneto Uno è nata tra ottobre e novembre del 1975. Trasmette in Veneto arrivando anche nelle province di Pordenone e Udine, in Slovenia e Croazia con la frequenza principale dei 97.500 MHz, è disponibile anche in web streaming.
L'emittente è diretta da Roberto Ghizzo.

## Principali programmi
- Buongiorno Veneto Uno
- Sport dalla marca
- Rassegna stampa
- Notiziario regionale
- Notiziario della provincia di Treviso
- Notiziario in Lingua Veneta
- Veneto Uno con voi
- Fatti e Opinioni
- Veneto Uno Classica
- In Chiave Antica
- Garage Music
- Suoni Inauditi Rock - Jazz - Blues
- Capitani d'Eccellenza

## Staff
- Roberto Ghizzo
- Nadia Bottos
- Silvano Focarelli
- Mattia Zanardo
- Giorgio Sini